# ایکسترون
ایکسترون (انگلیسی: Aixtron) شرکت الکترونیک آلمانی است، که در سال ۱۹۸۳ تأسیس شد.